# Центральна (станція метро)
48°27′55″ пн. ш. 35°02′42″ сх. д. / 48.46528° пн. ш. 35.04500° сх. д.
«Центра́льна» — споруджувана станція глибокого закладення Центрально-Заводської лінії Дніпровського метрополітену.
Через російське вторгнення в Україну з 24 лютого 2022 року будівництво Дніпровського метрополітену було тимчасово повністю призупинено, що унеможливливило відкриття трьох споруджуваних нових станцій до 2024 року.

## Розташування
Станція розташовуватиметься між споруджуваними станціями «Музейна» та «Театральна» на проспекті Дмитра Яворницького між вулицями Володимира Мономаха та Михайла Грушевського, поблизу площі Героїв Майдану, вулиці Центральної та ЦУМу.

## Плани
За проєктом на станції передбачено побудувати перехід на перспективну станцію «Європейська» — другої лінії, яка має сполучити правий та лівий береги міста.
Планується, що із запуском станції «Центральна» пасажиропотік на Центрально-Заводській лінії зросте втричі.
У лютому 2022 року на сайті британського архітектурного бюро «Zaha Hadid Architects» опублікована візуалізація трьох станцій Дніпровського метрополітену — «Театральна», «Центральна» та «Музейна». Автор дизайну — голова бюро Патрік Шумахер. Головна архітекторка проєкту одеситка, яка працює в компанії «Zaha Hadid Architects» з 2009 року — Євгенія Позігун.